# آتشگاه اصفهان
آتشگاه اصفهان یا کوه آتشگاه از بناهای تاریخی شهر اصفهان (بلوک ماربین) و از یادگارهای ایران باستان است. این مجموعه دارای پیشینه تاریخیِ کهنی است و در زمان‌های گوناگونی از آن بهره برده‌اند. کوه آتشگاه کنونی در سده اصفهان مکانی مقدس و محل دفن طهمورث پیامبر بوده که در حدود سدهٔ ششم پیش از میلاد بنا بر گفتهٔ طبری زندگی می‌کرده‌ است. همچنین دارای تونل مخفی به نام تونل کهندژ در خمینی شهر کنونی بوده و یکی از مراکز مهم نگهداری گنجینه‌ها در زمان حمله اسکندر مقدونی به ایران به‌شمار می‌رفته‌ است.
کوه آتشگاه بنایی  با پیشینه‌ای به دیرینگی 1400 سال پیش از میلاد مسیح می‌باشد. نام کهن و اصیل این بنا دژ مهربین بوده ولی امروزه مردم آن را آتشگاه، کوه آتشگاه و یا قلعه ماربین می نامند. این آتشکده به گفته باستان شناسان از سده 6 پیش از میلاد مسیح باقی مانده است و در سده 3 میلادی برای روشن نگه داشتن آتش  از آن استفاده می‌شده است. گفته می‌شود این آتشکده یکی از 7 آتشکده مهم و بزرگ در دوران ساسانیان به شمار می‌رفته است.

## موقعیت
آتشگاه اصفهان در غرب اصفهان و در خیابان آتشگاه قرار دارد. این کوه در کنار محله قلعه فروشان خمینی‌شهر قرار گرفته است. این بنا در نزدیکی رودخانه زاینده رود، بر روی کوهی قرار دارد. از بلندای این تپه، تا کیلومترها از هر چهار سوی اصلی را می‌توان به خوبی مشاهده کرد.

## مشخصات تپه
این تپه از جنس سنگ‌های رسوبی است. تراز پایینی آن در ارتفاع ۱۶۱۰ متر از سطح دریا (حدود ۵۰ متر بالاتر از تراز مرکز شهر اصفهان) و فراز آن در ارتفاع ۱۷۱۵ متری از سطح دریا واقع شده است. این تپه از نظر زمین‌شناسی در دوره کرتاسه تشکیل شده است.

## مشخصات بنا

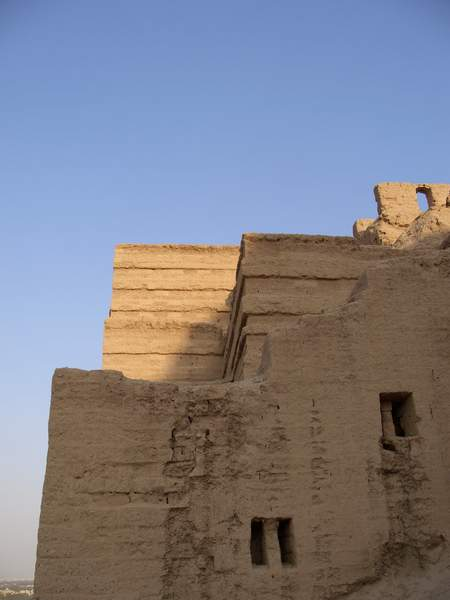
نمایی از طبقاتِ شمالی

این بنای خشتی غریب که بر فراز کوهچه‌ای به بلندای ۱۰۰ متر (نسبت به دشت اطراف) در بخش ماربین اصفهان جای دارد، نخستین بار از سوی اَوِستاشناس بزرگ «ویلیامز جکسن» در اوایل سده بیستم میلادی، مورد توجه و بررسی علمی قرار گرفت.

### بافتِ بنا
بافتِ ساختمانیِ این مجموعه از لایه‌های خشتی است. میانِ دو ردیف خشت را هم یک لایه نازکِ نِی (که از رودخانه آورده می‌شده) قرار می‌دادند تا بر استحکامِ آن بیفزایند. پایه‌های بزرگ و خشتیِ بنا تقریباً از میانهٔ تپهٔ آتشگاه آغاز می‌شوند و در بالا به ستونهایی محکم و قابلِ اعتماد تبدیل می‌شدند که در گذشته اتاقهایی نیز بر رویِ آن‌ها قرار داشته‌ است. در برخی جاها نیز بقایایی از راه پله‌هایی منظم و کنده شده در دلِ سنگ بچشم می‌خورد که تا بالا ادامه داشته‌ است اما امروزه از میان رفته‌اند. در بالای تپه بنایی گِرد ساخته شده که می‌توان آن را نقطه نهاییِ معماریِ این بنا معرفی کرد. بر رویِ تپه، هیچ بنایی بلندتر از آن ساخته نشده است. این اتاق دارای هشت گوشه است و در هر گوشه یک پنجره هم رو به بیرون دارد. گفته می‌شود موبدانِ زرتشتی، آتشِ مقدس را در درونِ این اتاق قرار می‌داده‌اند.

### بازسازی در دوره پهلوی
این مجموعه دارای اتاق‌ها و ساختمان‌هایی در چهار جهتِ تپه بوده که تا زیرِ اتاقکِ آتشگاه ادامه می‌یافته‌اند و البته اکنون تنها سازه‌های بخشِ شمالی و بخشی از قسمتِ شرقی سالم مانده‌اند و به‌نظر می‌رسد مربوط به بازسازیِ این بنا در دورهٔ پهلوی باشند. بر رویِ برخی از خشت‌های بکار رفته در سازه‌های بخشِ شمالی می‌توان عددِ ۱۳۵۲ را دید که در قالبِ خشت‌ها تعبیه شده است.

## بررسی‌ها
«آندره گُدار» به سال ۱۹۳۸ میلادی، در یکی از مُجَلَّدات «آثار ایران» که اختصاص به بناهای آتش داشت، گفتاری کوتاه ولی اصولی و دقیق دربارهٔ آتشگاه اصفهان می‌آورد. سپس «ماکسیم سیرو» در اوایل دههٔ ۱۹۶۰ میلادی، بررسی‌های دقیقی را در آتشگاه به انجام می‌رساند، و برای نخستین بار اقدام به تهیهٔ نقشه‌های معماری صحیح از آن می‌نماید. کمی بعدتر، «کلاوس شیپ مان» با حضور در آتشگاه، آن را از نزدیک مورد مطالعه قرار داده و گزارش خود را در کتابی دربارهٔ بناهای آتش ایران، به زبان آلمانی انتشار می‌دهد.

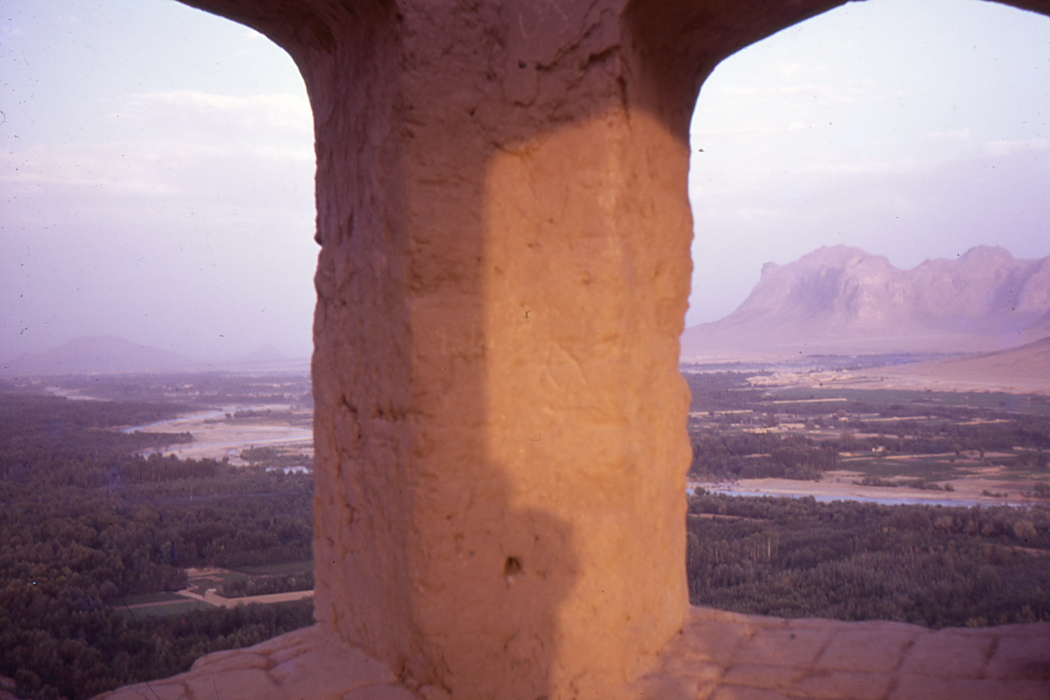
آتشکده زرتشتیان در اصفهان و نمایی از زاینده رود، سال ۱۳۴۸

از ایرانیان، نخستین بار رشید شه مردان (که یک موبد پارسی ایرانی‌تبار بود) در کتاب پرستشگاه زرتشتیان، ضمن برشمردن و توصیف بیشتر آتشخانه‌های ایران، از پناه گرفتن اسماعیلیان اصفهان به آتشگاه در اواخر سده پنجم هجری خبر می‌دهد.
«علیرضا جعفری زند» به سال ۱۳۸۱ خورشیدی مجموعهٔ گزارش‌ها و بررسی‌های خود دربارهٔ «اصفهان پیش از اسلام» را در قالب کتابی به همین نام منتشر می‌نماید. در این کتاب، بر کاربری مذهبی آتشگاه تأکید شده و با استناد به نتایج آزمایش سالیانی به روش کربن ۱۴، «آتشگاه» یک معبد ایلامی دانسته می‌شود که بعدها تبدیل به یک معبد مهری می‌گردد.
«میترا آزاد» با تکمیل کردنِ گزارشِ موبد شه مردان در ذکر آتشخانه‌های ایران، و یاری گرفتن از مطالعات «دیتریش هوف» دربارهٔ گونه‌شناسی چهارتاق‌های ساسانی فارس و نیز مطالعات «شیپ مان» در روند دگرگونی و توسعهٔ آتشکده‌ها، بنای استوانه‌ای شکل فوقانی آن را از نظر دارا بودنِ پلان دایره‌ای شکل، با بنای موسوم به «آتشگاه چاهک» در استان قم مقایسه می‌کند.
از آتشگاه اصفهان در متون کهن، به نام «دژ ماربین/مهرین» یاد شده و اشاراتی دربارهٔ شهرک باستانی «مهرین» رفته است. یافت شدن سفال‌های روستای گورتان در نزدیکی بنا و نام‌های باستانی روستاهای ماربین، گواه بسنده‌ای است بر وجود فرهنگ و تمدنی دیرسال در این بخش، که متأسفانه بسیار مورد بی‌توجهی واقع شده است.
بررسی‌های باستان‌شناسی دکتر شیپمن در سال ۱۹۷۱ و نیز کاوش‌های باستان شناختی میراث فرهنگی این ناحیه را نقطه عطف بین فلات مرکزی و جلگهٔ مرودشت و خوزستان مطرح می‌نماید هر چند نگارنده مدت‌ها قبل از کاوش‌های آقای دکتر جاوری در غرب اصفهان، شباهت بین سفالهای بدست آمده از سده و نیز آتشگاه را با سفال‌های باباجان تپه در کتاب دیار کهن به اثبات رسانده و حتی نمونه سفالی مربوط به دورهٔ تمدن ایلام را که در عمق ۴ متری زمین در خانهٔ آقای علیزاده در خوزان به دست آمده بود را معرفی نمودم بنابراین باید پذیرفت که تحقیقات مؤسسه ایزمئو و نیز بررسی‌های پروفسور هنینگ به همراه کاوش‌های باستان‌شناسی اثبات می‌کند که از حدود هزارهٔ چهارم پیش از میلاد، دوره‌های پیش از تاریخ، ایلام میانه و عصر آهن (دوره ماد) در این محدوده قابل تشخیص است و می‌دانیم که آشوری‌ها فلات مرکزی ایران را بارها مورد حمله قرار داده و اهالی آریایی این ناحیه برای دفاع در مقابل آنان به ساختن دژ و نیز تونل‌های مخفی اقدام می‌کرده‌اند. علاوه بر این کشف جدید تونل مربوط به دوران امپراتور هادریانوس در رم که از آن بعنوان کریدور ارتباطی آشپزخانه سلطنتی یاد می‌شود شباهت بسیاری به کارکرد تونل کهندژ بر اساس گفته‌ها و شنیده‌های مردم بومی منطقه دارد.

## وضعیت نگهداری و حفاظت

### وضعیت کنونی

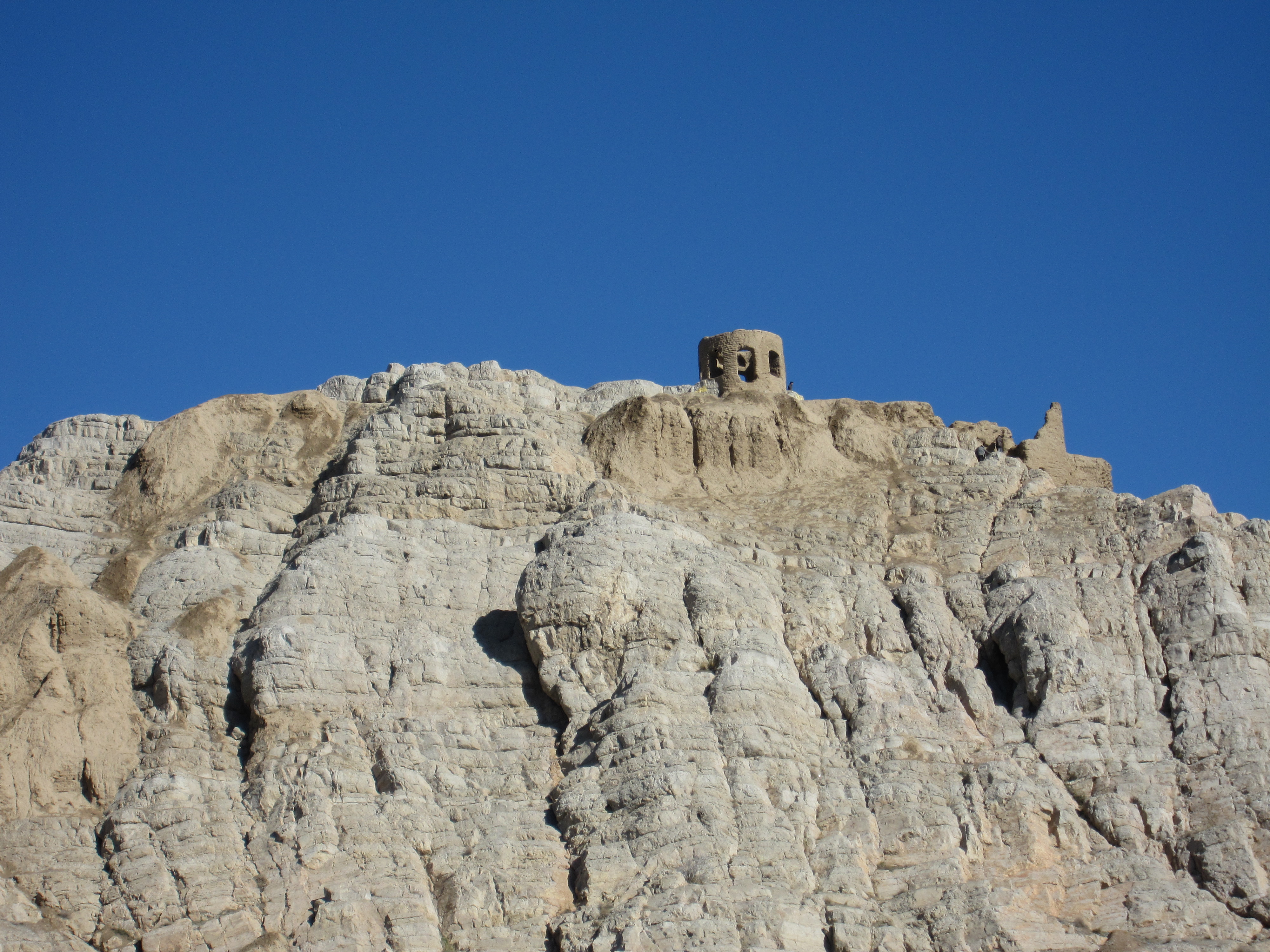
نمایی از آتشگاه بر فراز تپه (ضلع جنوبی تپه)

امروزه در نگهداری از این مجموعه توجهی صورت نمی‌گیرد. در بافتِ ساختمان‌های این بنا می‌توان سوراخ‌های زیادی را دید که به دستِ گنج یابان کنده شده است. بازدید کنندگان نیز خود باید راهِ بالا رفتن را انتخاب کنند و با توجه به ساختار تپه و خشتی بودنِ این سازه، سرعتِ تخریب بوسیله بازدیدکنندگان -به‌ویژه در روزهای بارانی- بیشتر می‌شود.
حفاظت از آتشگاه و پیرامون آن به درستی صورت نگرفته است.
حصار کشی‌‌های اطراف کوه،‌ برای پیشگیری از ورود غیر مجاز ناقص و ناکار آمد است.
هر بازدید کننده از هر سو بدون آن‌‌که حراست با خبر شود می‌‌تواند از سمت دیگر پایه کوه تا رسیدن به اصل بنا بالا برود.
این آسیب‌‌ها تا روی بنا و خشت‌‌های ساختمان مدور آتشکده ادامه دارد و چهره این بنای باستانی را خدشه دار کرده است.
اخیراً با اسپری‌‌های رنگی پر از خط و نوشته شده است.

## دیدگاه‌ها
از تاریخ نویسان و جغرافیا نویسان گذشته، برخی دربارهٔ آتشگاه اصفهان مطالبی نوشته‌اند. از آن جمله:
- حمزهٔ اصفهانی در کتاب اصفهان آورده‌اند: کوه آتشگاه ازجمله بیوت عبادت بوده‌. است در عهد تهمورث و آن را مینودژ خوانده‌اند و تبان نهاده بودندی بسیار، چنان‌که ازجمله شهرهای مشرق اینجا آمدندی ….. و چنان آورده‌اند که تهمورث آن جا نهاده‌ است و در دخمه‌ای مدفون است. تهمورث و جمشید از اولین شهریاران و فرمانروایان زمین محسوب می‌شدند و در فقرات ۱۱–۱۳ رام یشت آمده است:” تهمورث (پیامبر) از فرشته (جبرئیل) درخواست نمود که بر اهریمن پیروز شود. ”
- دهخدا در واژه‌نامه خود می‌نویسد: هنگامی که اسکندر قصد خراب کردن آتشکده اصفهان را گرفت، آذرهمایون که سادنهٔ آتشکده و یک ساحره بود، خود را مانند یک اژدهای مهیب به اسکندر نمایاند. بلیناس نیز طلسم او را باطل کرد و به همین دلیل اسکندر او را به بلیناس بخشید و او آذرهمایون را به همسری گرفت. به همین دلیل که بلیناس از آن زن جادو یاد گرفت به بلیناس جادو مشهور شد.
- نظامی گنجوی در اسکندرنامه دربارهٔ اسکندر و تاریخ جهانگیر او از تونل مخفی و مخفیگاه‌های درون زمین در سپاهان یاد می‌کند و در هنگامی دیگر نظامی از گنج مخفی فریدون در جی اولیه صحبت می‌کند. شاید از همین است که اسکندر در اصفهان درب هفت گنجینه را باز می‌کند.
- شرفنامهٔ نظامی گنجوی از نیروی اندیشهٔ زنی در آتشگاه اصفهان حکایت‌ها دارد. هنرمند گنجه از بهار یا آتشگاهی کهنسال در سپاهان خبر می‌دهد و می‌گوید از باغ در نوبهار خوشتر و زیباتر بود و چندین دختر در آن نگهبانی می‌کردند. در خمینی شهر و در مسجد جامع خوزان مکانی بنام چهل دختر وجود دارد، مسجدی چهار ایوانی با گنبد خانه که دارای تنبی تالاری بوده که در پیش از اسلام مهرابه‌ای کهن بوده است. این دختران به فرماندهی آذر همایون که از نسل سام نریمان بود با سپاه اسکندر در سپاهان درگیر می‌شوند. آذرهمایون که در افسون و جادوگری به هاروت و ماروت پیشی جسته بود چون اسکندر فرمان داد تا خانه دختران را خراب کنند از هیکل خویش ازدهایی آتشین ساخته به سوی مردم حمله‌ور می‌شود، مردم از ترس آتشگاه را رها کرده به سوی اسکندر گریختند و خبر دادند که در آتشگاه اژدهایی است که چون گلوله‌های آتشین باروت بسوی مردم می‌اندازد. این تعبیر از سوی زنی دانشمند بوده و در نهایت بلیناس حکیم به جنگ این طلسم رفته و به شعبده‌ای خاص از عهدهٔ کار برمی آید و آتشکده را ویران ساخته و بلیناس حکیم چون از خردمندی و دانش و زیبایی آذرهمایون آگاه می‌شود او را در ماه بهمن به همسری برمی‌گزیند.
- ابن خردادبه در سده سوم هجری در کتاب المسالک و الممالک می‌گوید: در قریه مارابین، قلعه‌ای از بناهای طهمورث موجود است و در آن آتشکده‌ای ست.[۵]
- حمزه اصفهانی در سده چهارم هجری در کتاب سنی ملوک‌الارض و الانبیا پس از نام بردن از آتشکده‌های اصفهان می‌نویسد: کی‌اردشیر در شهر اصفهان، به یک روز سه آتشکده بنیاد گذاشت. یکی را به هنگام برآمدن آفتاب در جانب «قلعه ماربین» (ماربین، مهربین یا آتشگاه امروزی) به نام آتشکدهٔ شهر اردشیر، دوم آتشکده‌ای به نام زروان اردشیر به هنگام ظهر در دارک از روستاهای خوار (برخوار کنونی) و سوم، آتشکدهٔ مهر اردشیر در روستای "اردستان».[۶]
- صادق هدایت در کتابِ اصفهان نصف جهان دربارهٔ آن چنین نوشته است: کوه آتشگاه، روز آبادیش، شکوه مخصوص داشته است. این پرستشگاه مانند مسجد و کلیسا دورش دیوار نداشته و چیزی را از کسی نمی‌پوشانیده. مانند آتش؛ سره و پاکیزه بوده. همان آتش جاودان نماینده پاکیزگی و زیبایی که به سوی آسمان زبانه می‌کشیده و در شب‌های تار، از دور، دل‌های افسرده را قوت می‌داده و از نزدیک، با پیچ و خمِ دلربا، با روانِ انسان گفتگو می‌کرده.[۷]

## نگارخانه

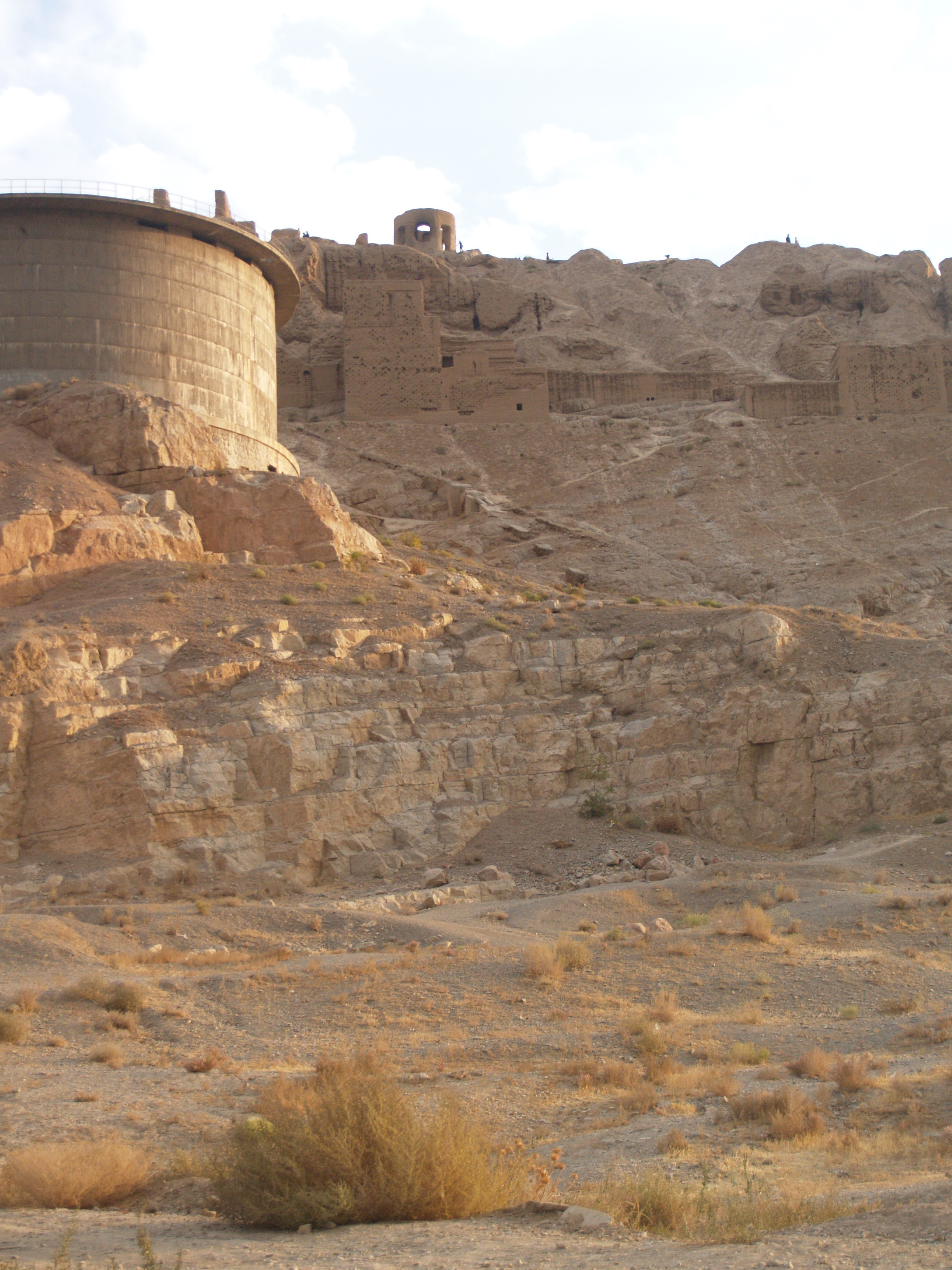
ضلعِ شمالیِ تپه با یک منبعِ آبِ بزرگ که در میانهٔ آن ساخته شده
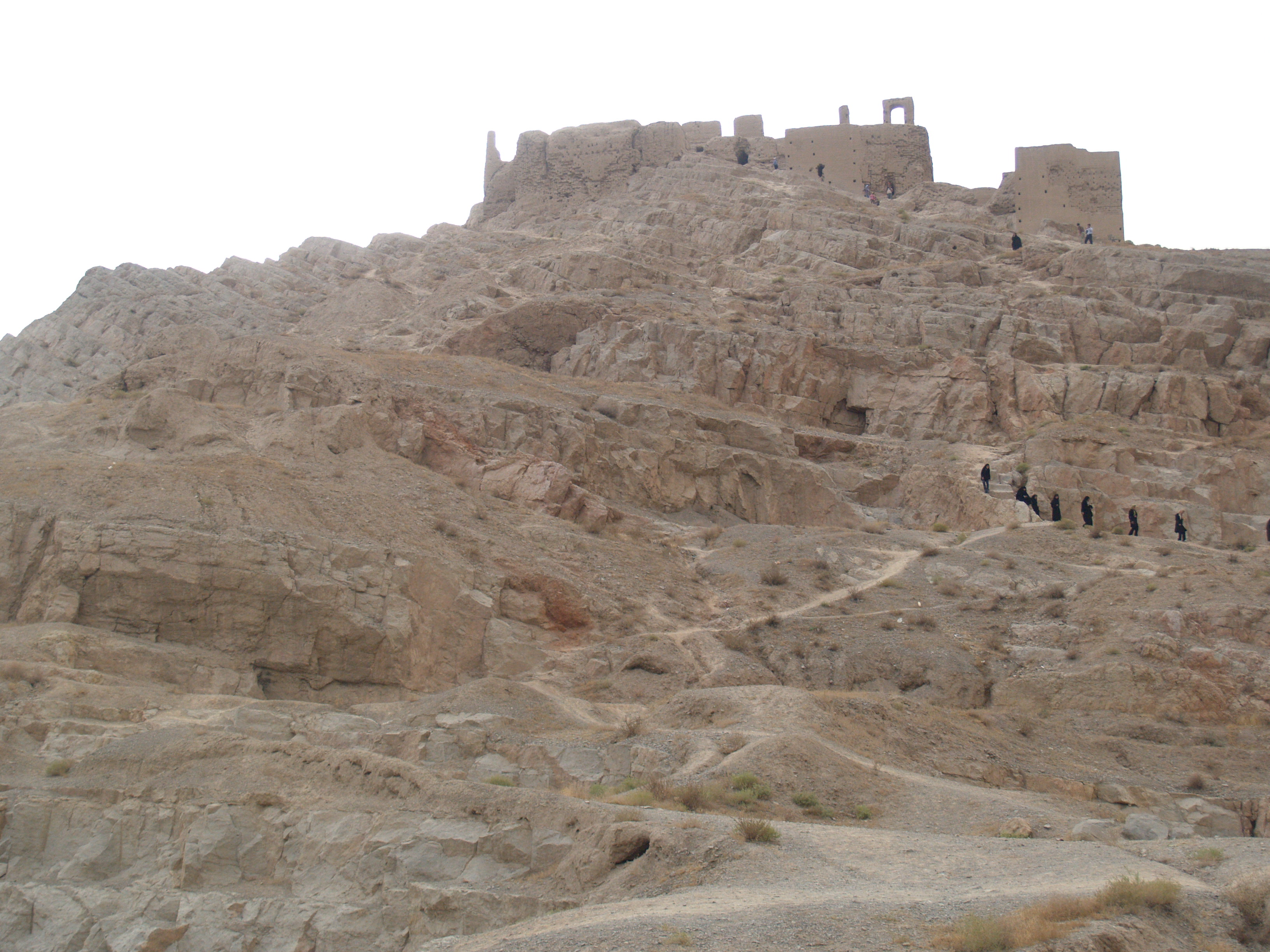
ضلعِ شرقی و ورودیِ سازه
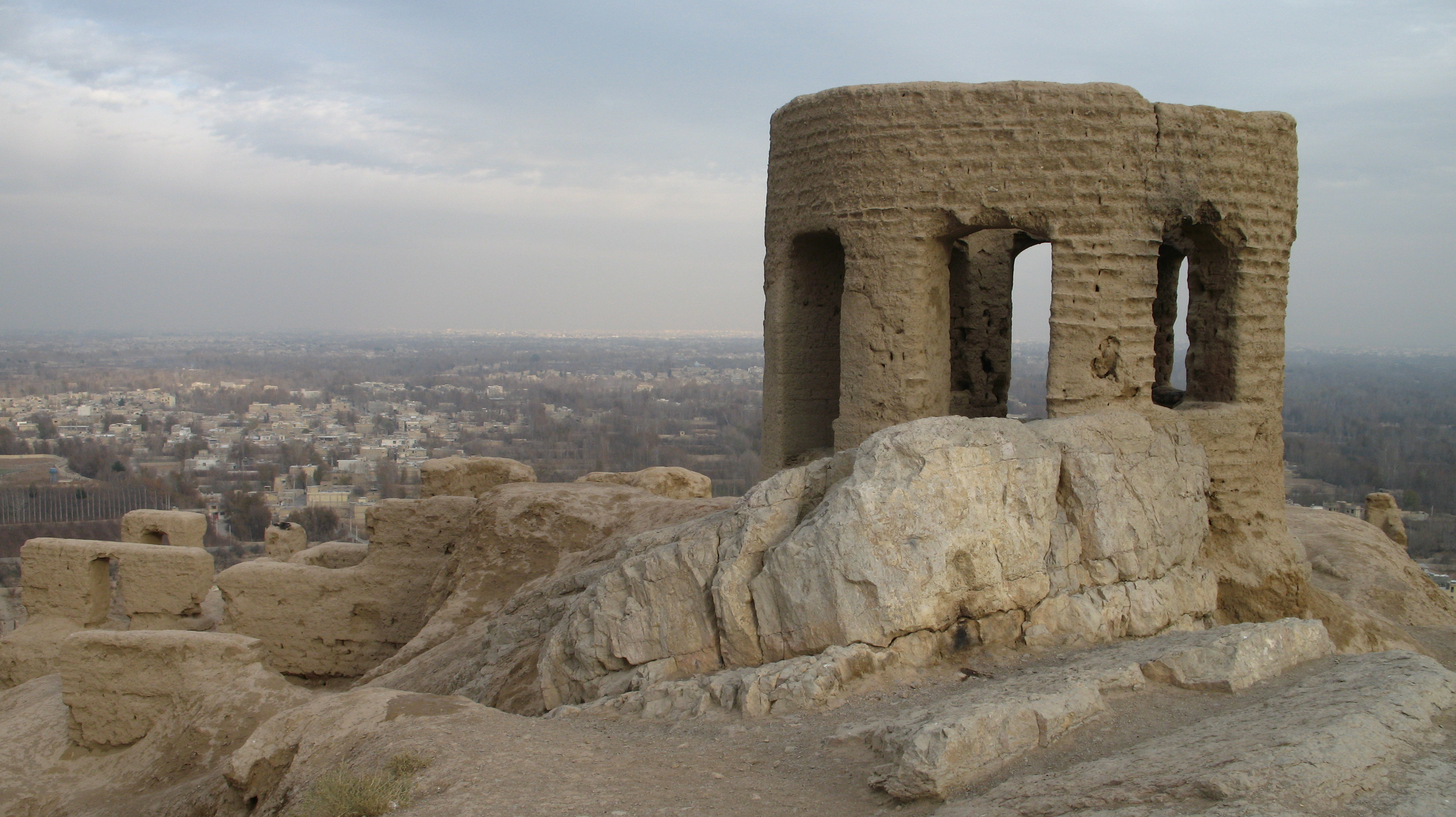
سازه میانی
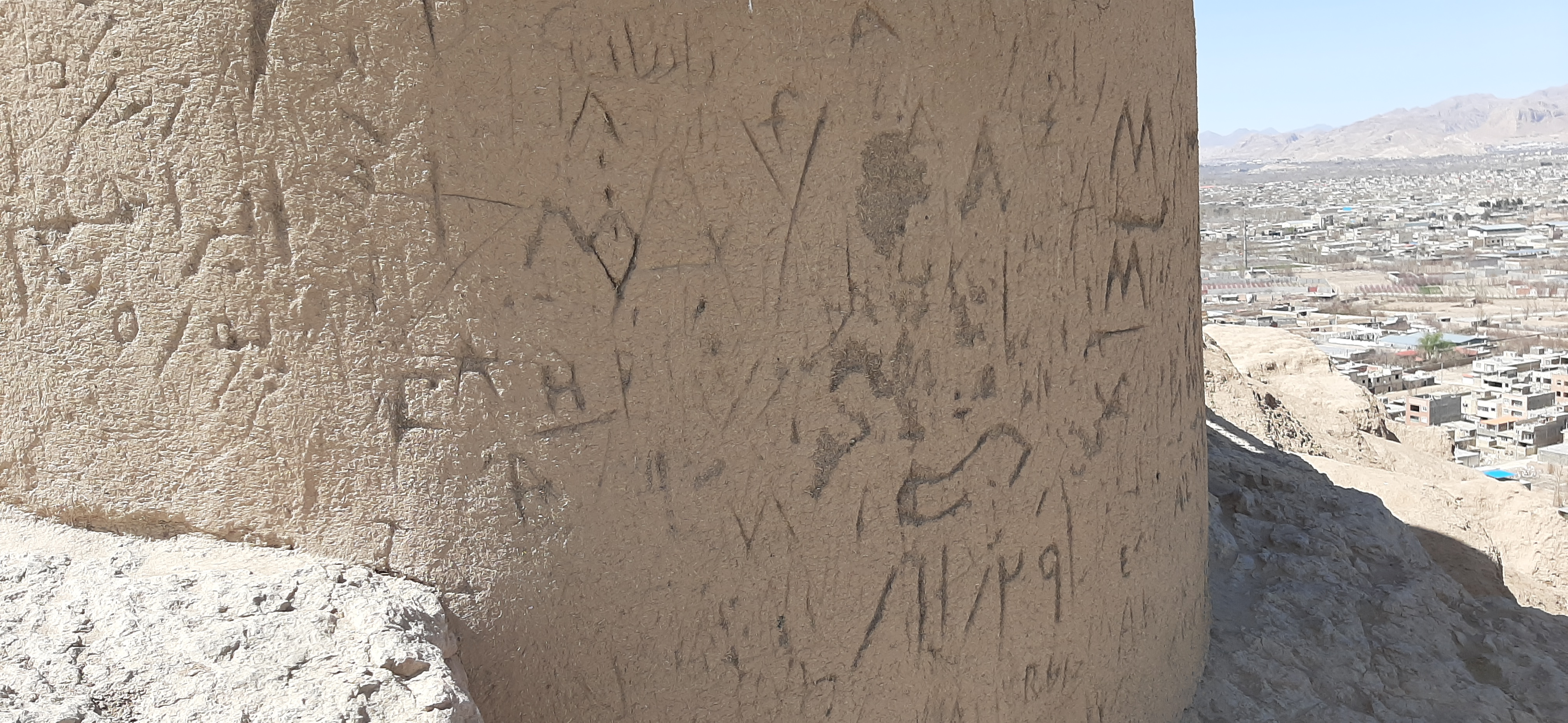
تخریب سازه میانی توسط گردشگران، نشانه‌ای از بی‌توجهی به این سازه
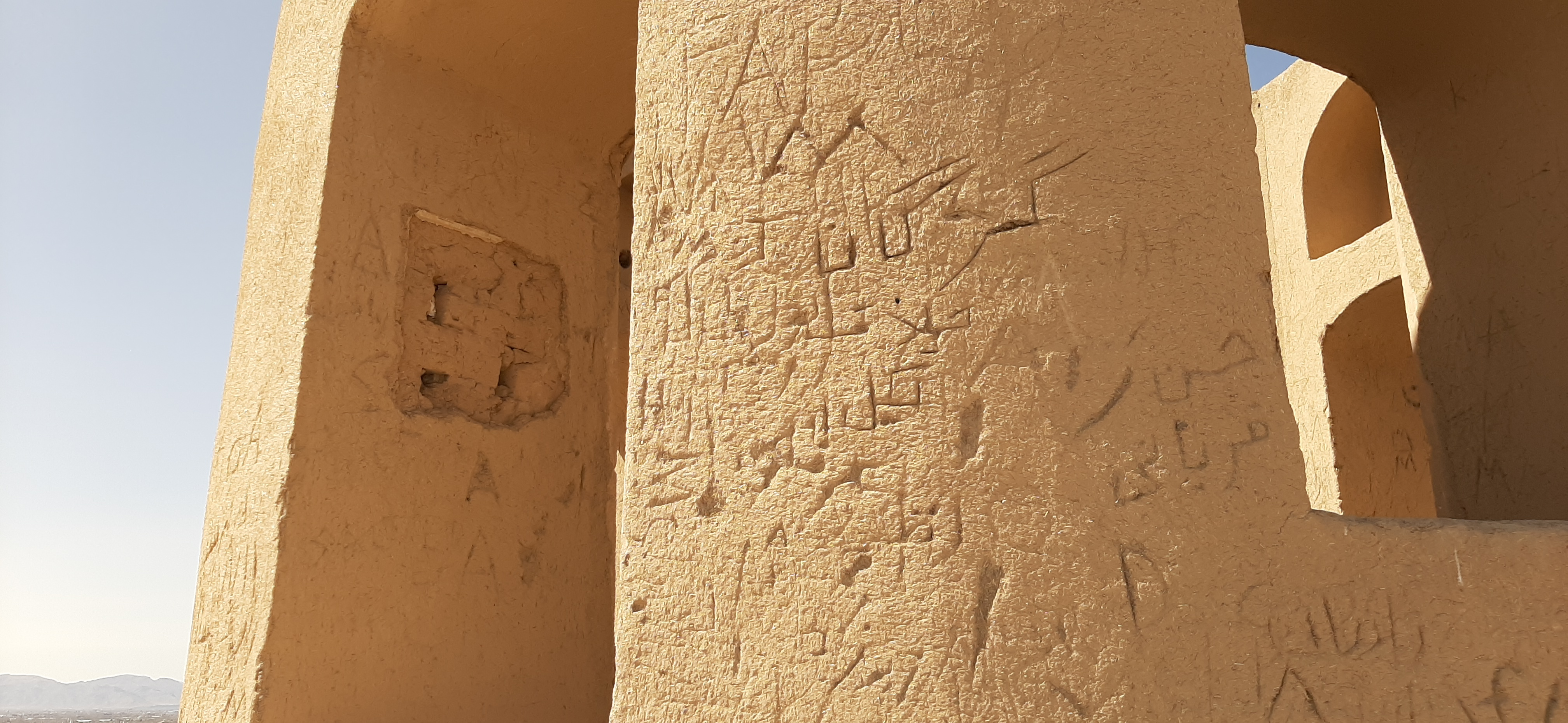
تخریب سازه میانی توسط گردشگران، نشانه‌ای از بی‌توجهی به این سازه
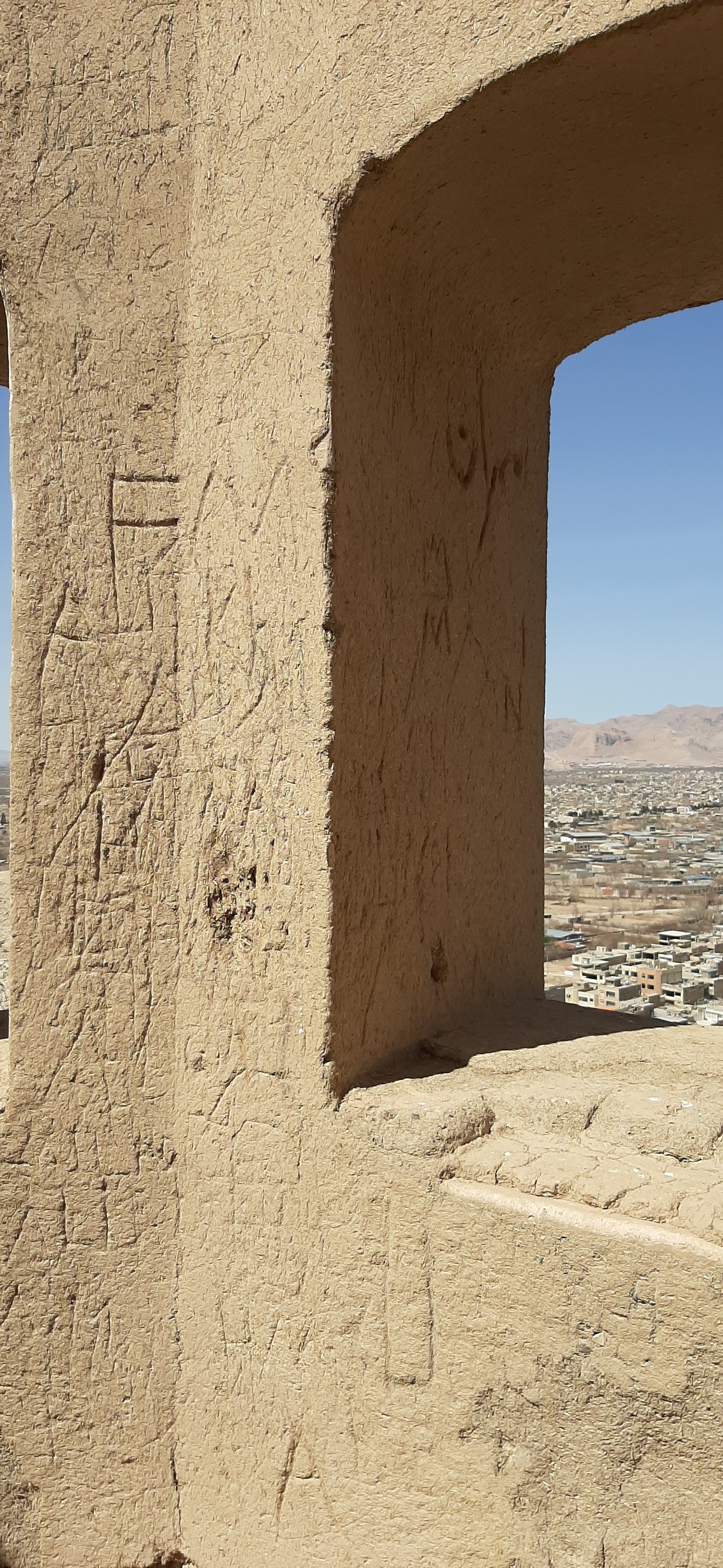
تخریب سازه میانی توسط گردشگران، نشانه‌ای از بی‌توجهی به این سازه
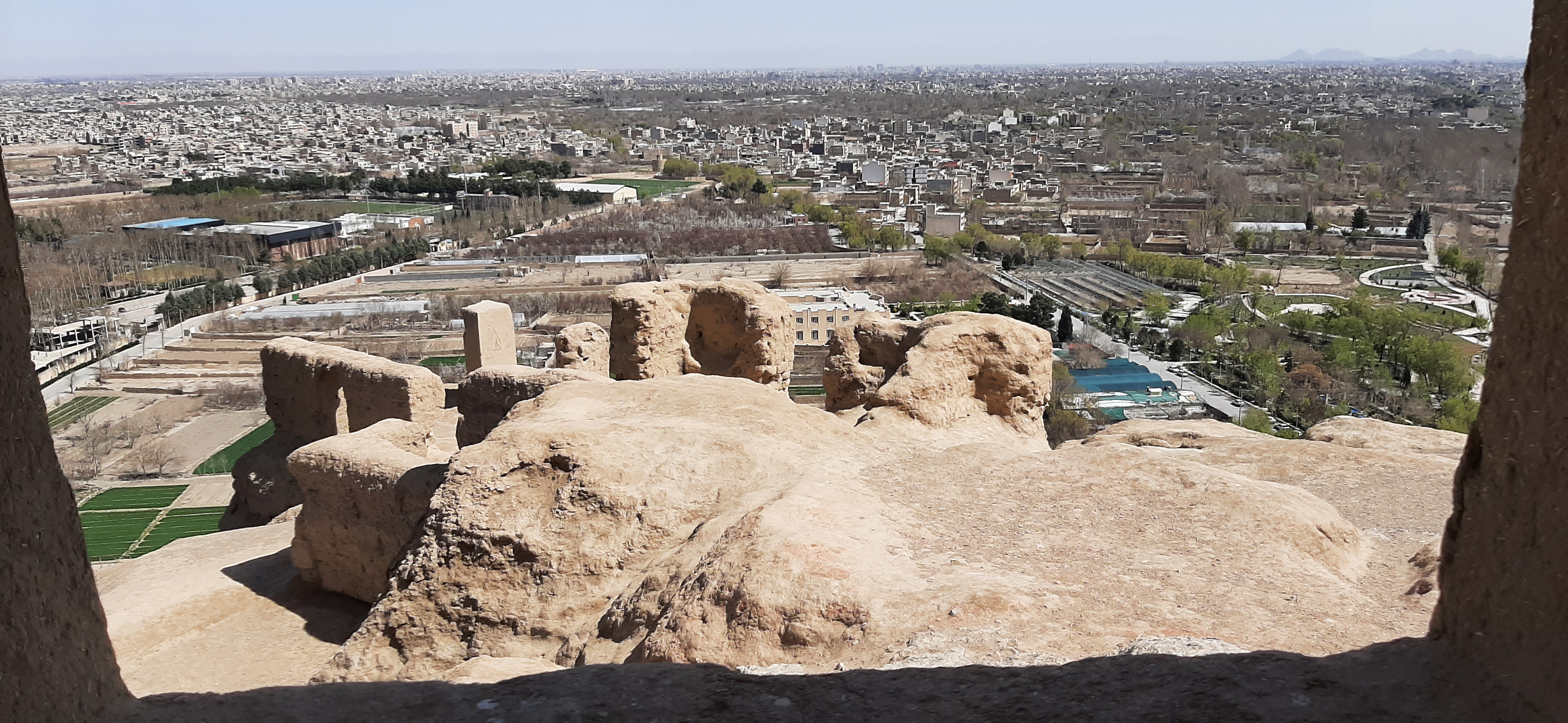
نمای سازه‌های آتشگاه از سازه میانی
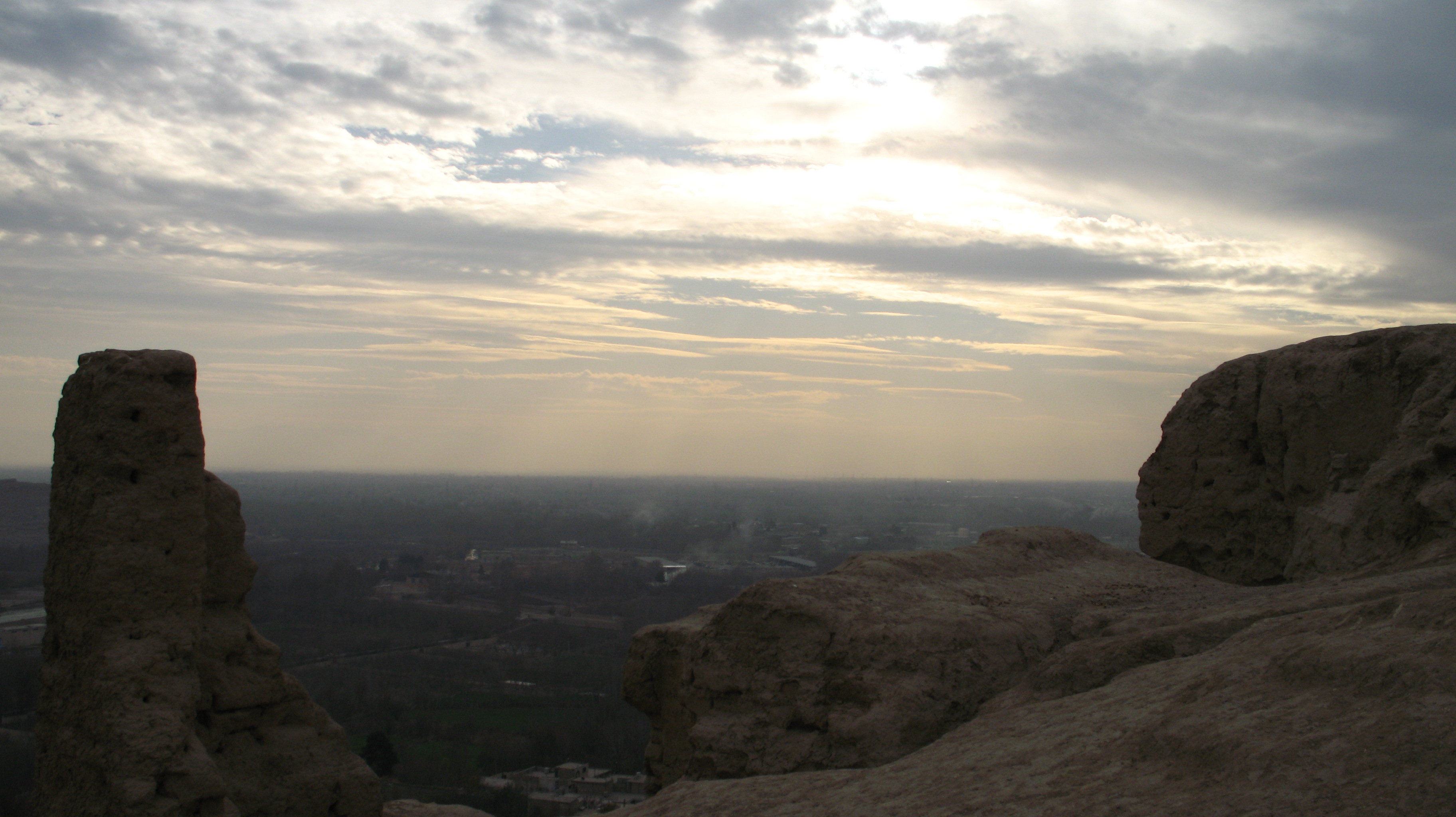
نمایی از شهر از روی تپه
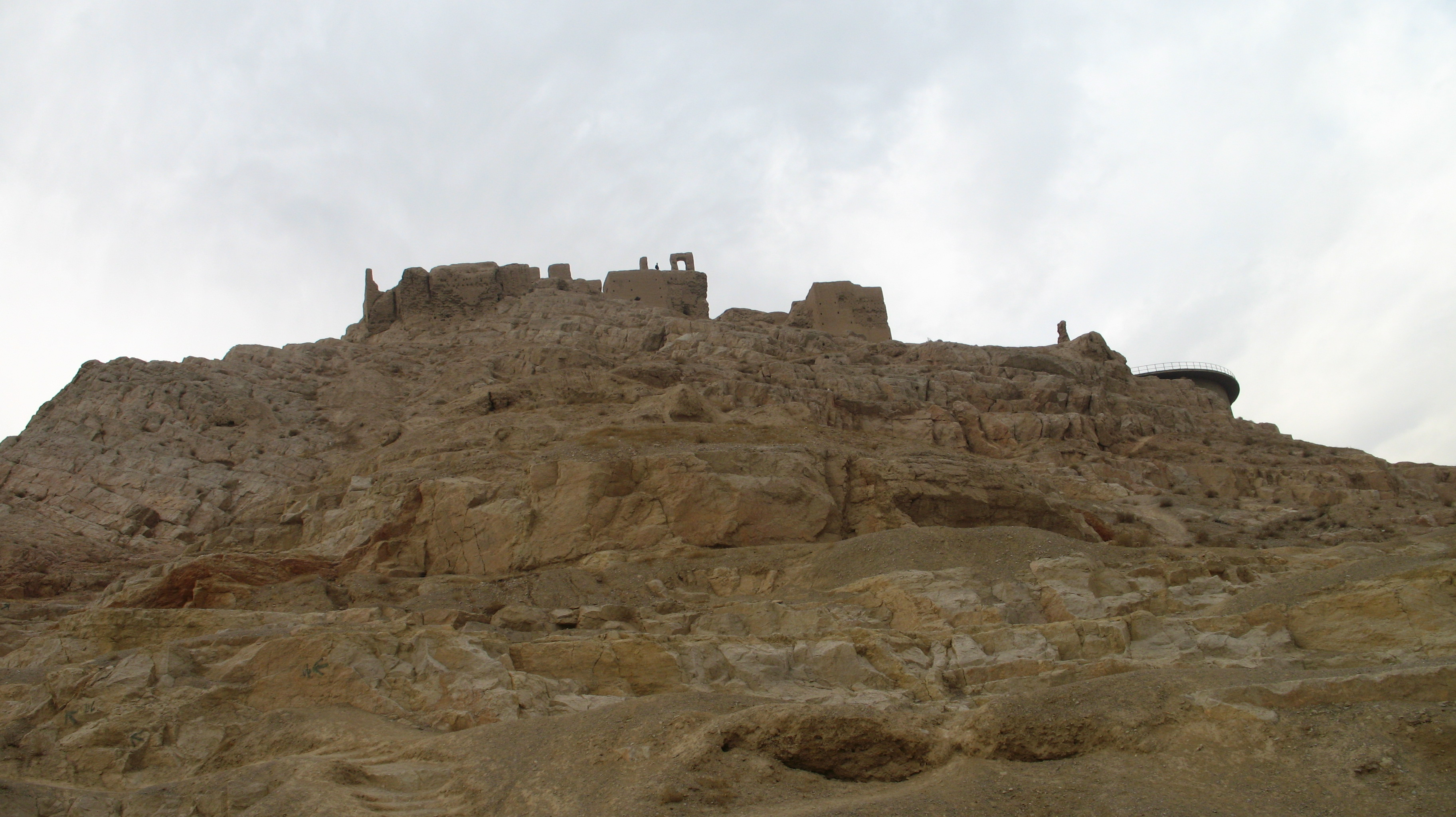
نمایی از پایین
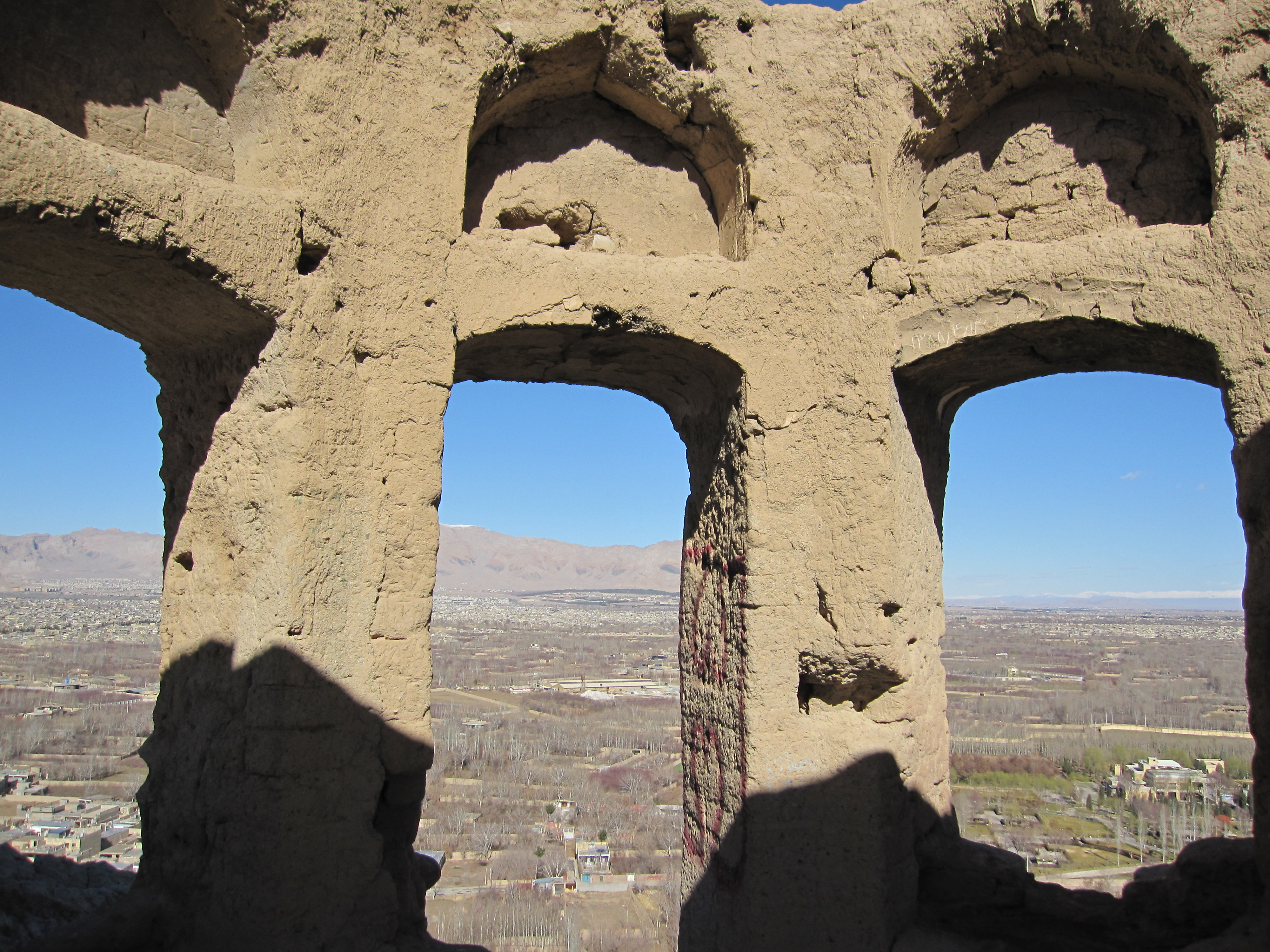
نمایی از شهر اصفهان از داخل آتشکده
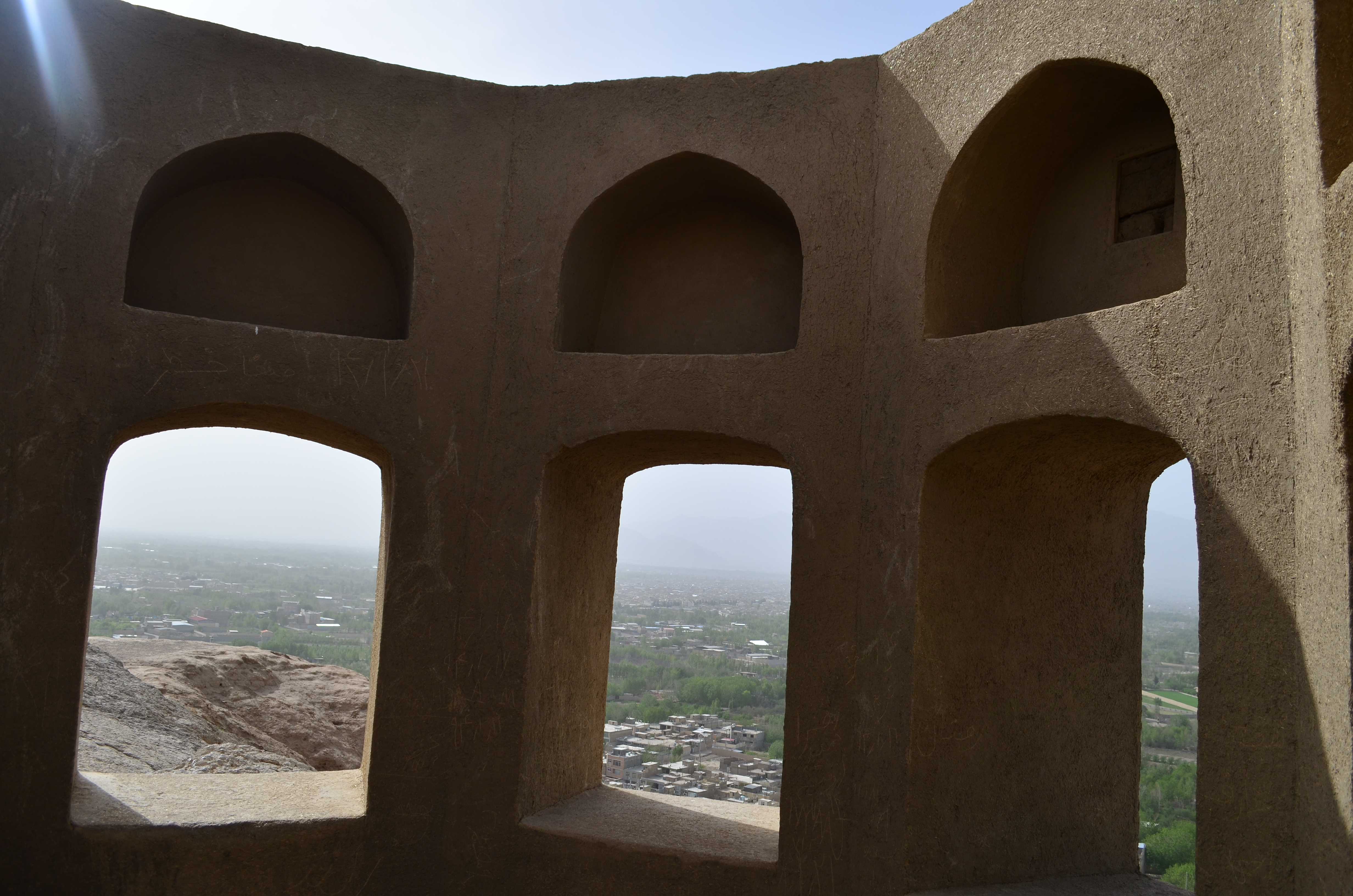
نمای دیگری از داخل
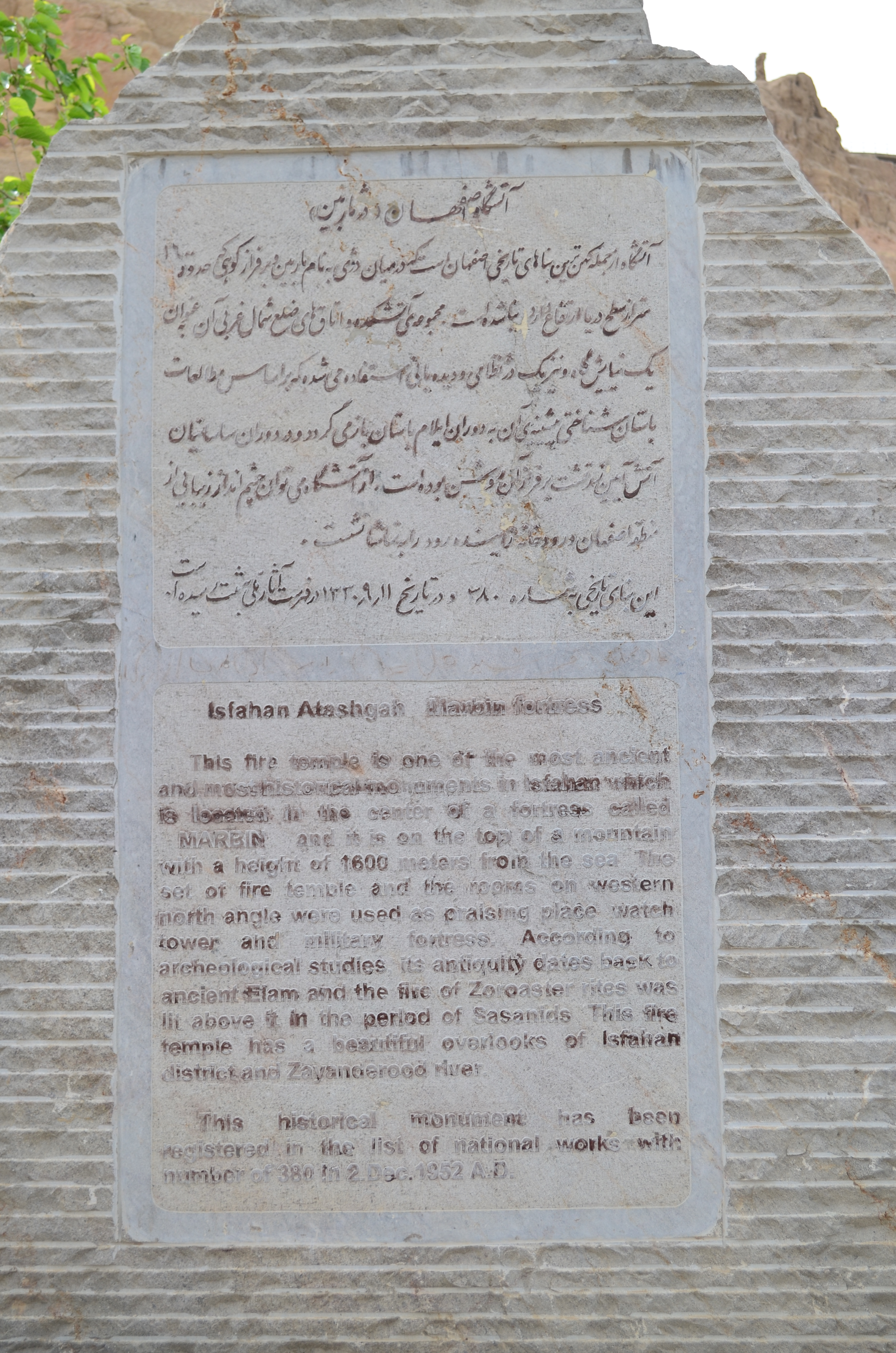
لوحه توضیحی